# Склероз
Склеро́з — заміна паренхіми органів щільною сполучною тканиною. Склероз не є самостійним захворюванням, а є патоморфологічним проявом іншого основного захворювання.
Причинами склерозу можуть бути різноманітні процеси: запалення, розлади кровообігу, порушення обміну речовин, вікові зміни. В умовах патології склеротичні зміни розвиваються в стінках кровоносних судин (атеросклероз), в серці (кардіосклероз), нирках (нефросклероз), легенях (пневмосклероз), кістках (остеосклероз, мелореостоз), інших органах і тканинах.
Оскільки центральна нервова система побудована цілком з нейроектодерми, в ній відсутні елементи сполучної тканини, тому в неврології склерозом внаслідок історично сформованих традицій називають також гліоз — глія заміщає загиблу нервову тканину (наприклад, лобарний склероз).
У розмовній мові «склерозом» часто називають порушення пам'яті, як правило, пов'язуючи це з літнім віком. Ймовірно, таке значення слова походить від поняття «атеросклероз судин головного мозку» — медичного стану, характерного для літніх людей внаслідок вікових змін.
Виділяють первинний (дифузний, гіпоксичний) і вторинний (замісний, постнекротический) склероз.
Прикладами склерозу є:
- Розсіяний склероз
- Атеросклероз
- Бічний аміотрофічний склероз
- Остеосклероз
- Цироз печінки
- Ідіопатичний фіброзуючий альвеоліт
- Системна склеродермія
- Мелореостоз
- Туберозний склероз
- лобарний склероз, який зараз називається хворобою Піка.[1]